# 巴登-巴登的奧古斯塔
巴登-巴登的奧古斯塔（德語：Auguste von Baden-Baden，1704年11月10日—1726年8月8日），奧爾良公爵夫人，巴登-巴登藩侯路德維希·威廉的女兒。

## 家庭
1724年，奧古斯塔和奧爾良公爵路易·德·奧爾良結婚，兩人共有1子1女：
1. 路易-菲利普（1725年—1785年）
2. 路易絲-瑪麗（1726年—1728年），夭折